# Mezinárodní letiště Bălți
Mezinárodní letiště Bălți-Leadoveni (rumunsky Aeroportul Internațional Bălți-Leadoveni, rusky Международный Аэропорт Бельцы-Лядовены, IATA: BZY, ICAO: LUBL, SMO kód: 33745) známé také jako Leadoveni, je druhé mezinárodní civilní letiště Moldavské republiky a jedno ze dvou hlavních letišť v Bălți, které slouží městu Bălți a severnímu Moldavsku pro civilní osobní a nákladní dopravu, pravidelné a charterové lety. Mezinárodní letiště Bălți-Leadoveni bylo otevřeno v roce 1987, aby nahradilo Letiště Bălți-Město především na mezinárodních linkách a usnadnilo leteckou dopravu na Mezinárodní letiště Kišiněv.
Mezinárodní letiště Bălți je v provozu 24 hodin denně, 7 dní v týdnu, po celý rok a nachází se hned za hranicemi města Bălți, v Corlăteni, v okrese Rîşcani, asi 15 km severně od centra města Bălți (8 km od severní hranice okresu „Dacia“, známého také jako „BAM“), s přímým napojením na evropskou silnici 583/ rychlostní veřejnou silnici M5 a republikovou silnici R12. Poloha vzletové a přistávací dráhy mezinárodního letiště Bălți je nejvýhodnější ve vztahu k letištím a letištním plochám v regionu (tj. ve vztahu k letišti Kišiněv a vojenské letecké základně Marculești), což zaručuje nepřetržitý provoz mezinárodního letiště Bălţi bez zdlouhavých uzavírek, které mohou na letišti Kišiněv a vojenské letecké základně Marculești trvat i několik dní.
Od svého otevření slouží letiště jako letecké centrum moldavské pobočky společnosti Aeroflot a později společnosti Air Moldova a jako hlavní základna společnosti Moldaeroservice. V historii civilního letectví v Moldavské republice byly pravidelné lety s letadly Tupolev Tu-134 provozovány pouze z Mezinárodní letiště Kišiněv a mezinárodního letiště Bălţi. Podloží vzletové a přistávací dráhy na mezinárodním letišti Bălţi-Leadoveni je nejodolnější („A“) ve srovnání s dráhami letišť v regionu, konkrétně letišť Kišiněv, Cahul, Iași a Mărculești.
Letiště je certifikováno a otevřeno pro osobní a nákladní dopravu od roku 1987, kdy byla zprovozněna betonová dráha nového letiště Bălţi Leadoveni, které do roku 1993 nabízelo pravidelné osobní lety spojující Bălţi se 14 městy bývalého SSSR, a to letadly An-24, Tupolev Tu-134 a Let L-410 Turbolet. v posledních letech je letiště využíváno především pro vnitrostátní lety a příležitostně pro lety mezinárodní.
Druhým letištěm v Bălţi je historicky první letiště s pravidelnými lety, Letiště Bălți-Město, které se nachází na východním okraji městské části Bălţi, v blízkosti čtvrti „Autogara (autobusové nádraží)“ a slouží jako regionální letiště pro leteckou záchrannou službu, zemědělství, letecké práce a regionální dopravu poté, co bylo v posledních letech (koncem 80. let 20. století) zprovozněno mezinárodní letiště Bălţi-Leadoveni. 

## Geografie
Mezinárodní letiště Bălți-Leadoveni (ICAO: LUBL, IATA: BZY) je jedním ze dvou letišť, která obsluhují Bălți, nacházející se v severozápadní části bývalé čtvrti Balti, nedaleko obce Corlateni (dříve nazývané „Lyadoveny“) v okrese Ryshkansky. Letiště má jednu dráhu o délce 2240 metrů a šířce 42 metrů. Druhé letiště se nachází na západních hranicích města – letiště Bălți, které dříve sloužilo pro záchranné služby, zemědělství a regionální dopravu.